# هنر سغدی

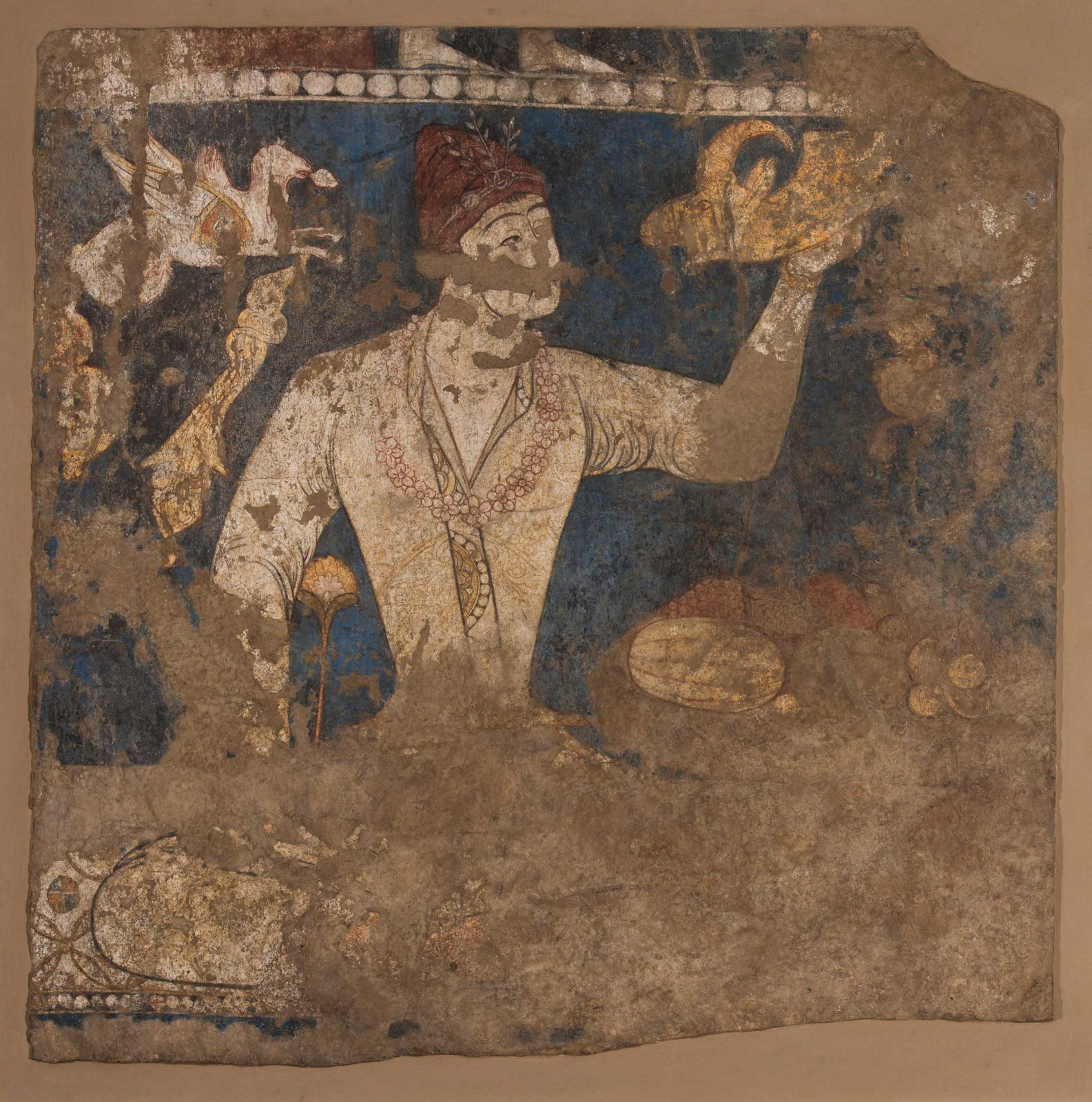

هنر سغدی به آثار هنری‌ای اطلاق می‌شود که توسط سغدیان، یک قوم ایرانی‌تبار که در نواحی سغدیانای باستان (شامل ازبکستان، تاجیکستان، قزاقستان و قرقیزستان امروزی) ساکن بودند، خلق شده‌است. آثار بزرگی از آنان در چین نیز وجود داشته است. اوج این هنر، در سده‌های پنجم تا نهم میلادی بود و شامل مجموعه‌ای غنی از هنرهای بصری آسیای مرکزی پیش از اسلام است. یافته‌های جدید در دهه‌های اخیر، درک پژوهشگران را از هنر سغدی، به‌مراتب عمیق‌تر ساخته است.
سغدیان، به‌ویژه به‌خاطر نقاشی‌های دیواری‌شان شناخته شده‌اند، اگرچه در حوزه‌هایی چون فلزکاری و موسیقی نیز مهارت داشتند. فلزکاری سغدی، که بر هنر چینی نیز اثر گذاشته، گاهی با فلزکاری ساسانی اشتباه گرفته می‌شود. با این حال، ویژگی‌های متمایز این هنر، چون طراحی گویاتر و ظریفتر و نیز تفاوت‌های فنّی بهمراه نماد شناسانه، آن را متمایز می‌سازد.
سغدیان علاقهٔ فراوانی به روایت‌گری داشتند و هنر آنان در وضوح گرائی بود. آن‌ها دیوارهای خانه‌هایشان را با نقاشی‌های داستانی و نقش‌های چوبی تزئین می‌کردند. در این نقاشی‌ها، تنها عناصر ضروری، با خطوط، بلوک‌های رنگ، و عناصر سادهٔ منظره نمایش داده می‌شدند، تا صحنه‌ای دوبعدی و قابل فهم برای بیننده فراهم شود.

## مروری کلی
نقاشی‌های سغدی، عمدتاً در سغدیانا خلق می‌شدند. مشهورترین نمونه‌های هنر سغدی در پنجکنت و ورخشا یافت شده‌اند که در گذشته، شاه نشین‌های کوچک و مستقلی بودند. فرهنگ سغدی، در عین متمایز بودن، تحت تأثیر سنت‌های گوناگون و از جمله، فرهنگ ساسانی و هند پس از گُپتا قرار گرفت و خود نیز بر فرهنگ‌هایی چون چین اثر گذاشت.
نقاشی‌ها و نقش‌های چوبی در خانه‌های سغدیان رایج بود. این آثار، علاوه بر زیبایی بصری، بازتاب‌ زندگی روزمره، پوشاک، آیین‌ها، ابزار سرگرمی و داستان‌ها و افسانه‌های ایرانی، خاورمیانه‌ای (مانوی، نسطوری) و هندی بودند. شناخت دین سغدیان نیز، عمدتاً از طریق نقاشی‌ها و فسیلهای استخوان‌ به‌دست آمده‌است.
هنر سغدی، با فتوحات اسلامی در ماوراءالنهر، در حدود سال ۷۲۲ میلادی به پایان رسید.

## نقاشی
الگوهای تکرارشونده‌ در هنر سغدی به‌چشم می‌خورد که در فلزکاری، سفال کاری، کنده‌کاری چوب و به‌ویژه در نقاشی‌های دیواری قابل مشاهده‌اند. نمایش صحنه‌های بزم، شکار، موسیقی و سرگرمی‌ها، از مضامین پرتکرار هستند. هنر سغدی، آینه‌ای از جامعهٔ پویای آنان و تعامل فرهنگی‌شان با دنیای اطرافشان است.
آنان دیدگاه خاصی نسبت به جهان پس از مرگ داشتند که در نقاشی‌های مذهبی‌شان بازتاب خوبی یافته است. تنوع در آیین‌ها و سبک‌ها، نتیجهٔ روابط آنها با فرهنگ‌های دیگر در اوراسیا بود.

## از جمله برجسته‌ترین آثار
- ''نقاشی‌های آفراسیاب'' در سمرقند، مربوط به سدهٔ هفتم میلادی است که بر چهار دیوار اتاقی در یک خانه‌ خصوصی کشیده شده‌اند و مناظری از چین، ایران، هند و آسیای مرکزی را نشان می‌دهند.
- ''نقاشی‌های پنجکنت'' که از اواخر سدهٔ پنجم تا اوایل سدهٔ هشتم میلادی خلق شده‌اند و در موزه آرمیتاژ و موزه ملی آثار باستانی تاجیکستان]] نگهداری می‌شوند. صحنه‌هایی از جشن، اسطوره، الاهیت و سوگواری در آن‌ها یافت می‌شود و روایت‌های حماسی چون داستان رستم در شاهنامه، در آن‌ها بازتاب دارد.

در چندین نقاشی، الهه‌ای با چهار دست، گاه نشسته بر اژدها و گاه بر تختی با پایه‌هایی به‌شکل اژدها یا شیر، دیده می‌شود. شخصیتی با پوست آبی نیز با شیوا یکی دانسته شده‌است. صحنهٔ معروف «سوگواری»، زن چنددستی را نشان می‌دهد که بر چهرهٔ یک مرده خم شده‌است، در حالی که زنان دیگر موهای خود را می‌برند. برخی این الهه را نانا می‌دانند که نشان از تفاوت باورهای سغدی با آیین رسمی زرتشتی ساسانی دارد.
سغدیان باوجود آن‌که بازرگانان موفقی بودند، تمایلی به نمایش تجارت در نقاشی‌هایشان نداشتند، بلکه بیشتر به نمایش شادی حاصل از آن می‌پرداختند؛ چون صحنه‌های بزم در پنجکنت.
''نقاشی‌های ورخشا'' که در کاخ فرمانروایان بخارا یافته شده‌اند نیز، نمونه‌های مهمی هستند. در «تالار سرخ»، الهه‌ای سوار بر یک فیل، با دیوی در نبرد است. هرچند تصویر فیل‌ها دقیق نیست (پاهای چنگال‌مانند، عاج‌هایی از فک پایین و زین‌هایی همانند اسب)، ولی نشان از بهره‌گیری از نگاره‌های هندی دارد.

## مجسمه‌سازی
در پنجکنت، نقوش برجسته‌ای از انسان‌ها، اژدهاها و موجودات دریایی یافت شده‌است. در میان آنها، ترکیب‌هایی از جانوران زمینی و دریایی و همچنین موجوداتی بصورت سر انسان‌، با پاهایی به شکل مار وجود دارند که می‌توانند بیانگر دیدگاه سغدیان از زندگی پس از مرگ باشد.

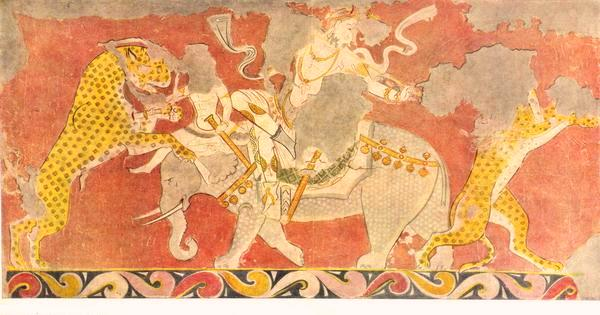

## استخوان‌دان‌ها
استخوان‌دان‌های سغدی از خاک رس و قالب ساخته می‌شدند. هدف آن‌ها نمایش باورهای دینی دربارهٔ رستاخیز و جهان دیگر بود. نمونه‌های موجود در ملا قرغان، درمان‌تپه، کَش و (سبزوار)، نشانگر روایت عبور روان به بهشت هستند. اشکال متنوع سرپوش‌ها (تخت، مخروطی یا گنبدی) و تزئینات بیرونی آنها، بازتابی از آیین‌های مزدایی و امید به سعادت پس از مرگ‌اند.

## مُهرها
بازرگانان سغدی، برای تأیید اسناد خود، از مُهر استفاده می‌کردند. برخی مهرها تصویر مردی ریش‌دار و آراسته را نشان می‌دهند که نمایانگر تصویر ذهنی سغدیان از خدا است. 
فلزکاری 
سغدیان در فلزکاری سرآمد بودند. آثار نقره‌کاری آن‌ها از کریمه تا چین یافت شده‌است، گرچه در ایران چنین آثاری کمیاب‌ بودند که احتمالاً به‌سبب ممنوعیت واردات، توسط ساسانیان بوده است. طراحی پویای نقش‌ها و بهره‌گیری از مدالیون‌ها، از ویژگی‌های برجستهٔ آن‌هاست. حتی پس از ورود اسلام، سنت فلزکاری سغدی ادامه یافت.
منسوجات 
سغدیان در بافندگی، به‌ویژه در تولید ابریشم مهارت داشتند. نمونه‌هایی از بافته‌های سغدی در خوتو، دونهوانگ و تُرفان یافت شده‌اند. آنان الگوهای خاصی را در چین رواج دادند که بعدها در فنون کِسی در دوران سونگ به اوج خود رسید. نقوشی چون "گردونهٔ مروارید" رایج بودند.